# Rio Paranoá
O Rio Paranoá é um rio que banha o Distrito Federal, no Brasil. Em seu leito, foi construída, em 1959, uma barragem, dando origem ao Lago Paranoá.

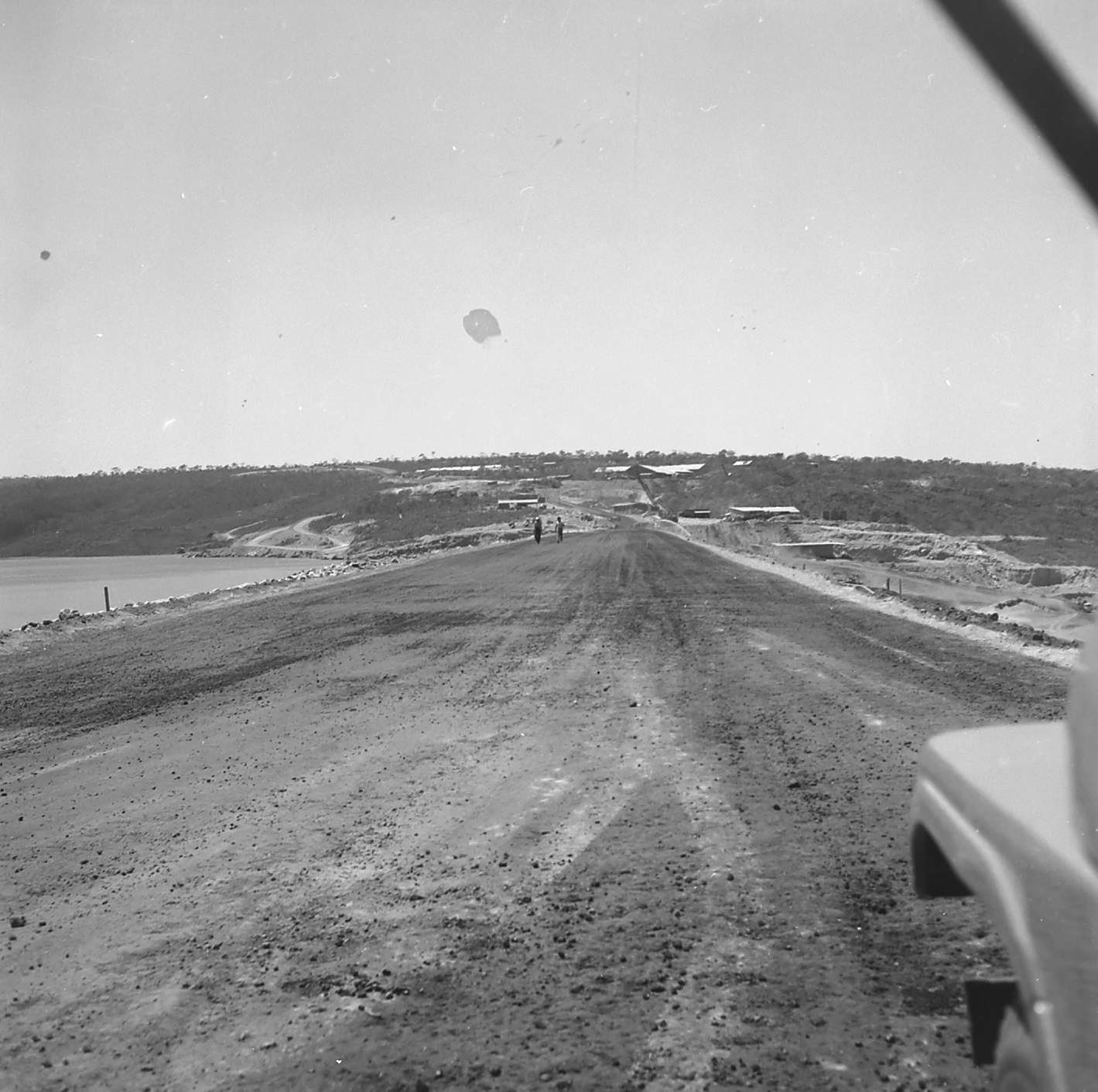
Construção da barragem do Lago Paranoá em 1960 (Acervo Arquivo Nacional)

## Topônimo
"Paranoá" é um vocábulo de origem tupi. Significa "enseada de mar", através da junção dos termos paranã ("mar") e kûá ("enseada").